# Gospić
Gospić – miasto w Chorwacji, stolica żupanii licko-seńskiej, siedziba miasta Gospić. W 2011 roku liczył 6575 mieszkańców.

## Geografia
Jest położony w Lice, na Ličkim polju, na wysokości 562 m n.p.m., u podnóża Welebitu, u ujścia Novčicy do Liki. Stanowi centrum gospodarcze i kulturalne regionu.
Miejscowa gospodarka oparta jest na przemyśle budowlanym i metalowym. W mieście znajduje się stacja kolejowa, która jest położona na linii Zagrzeb – Split.

## Historia
Pierwsza historyczna wzmianka pochodzi z 1263 roku (jako Kaseg). Na przełomie XV i XVI wieku najazd osmański doprowadził do podboju, zniszczenia i wyludnienia miasta.
W 1527 roku stało się własnością rodu Senkoviciów. Zbudowano fort i osiedlono wokół niego ludność muzułmańską. Nazwę Gospić odnotowano po raz pierwszy w 1574 roku. Na początku XVII wieku miało miejsce ponowne zaludnienie miasta. Rządy osmańskie trwały do 1689 roku. W latach 1881–1918 Gospić był stolicą węgierskiego komitatu Lika-Krbava.
W sierpniu i wrześniu 1991, w trakcie wojny w Chorwacji, Gospić silnie ucierpiał.

## Galeria zdjęć

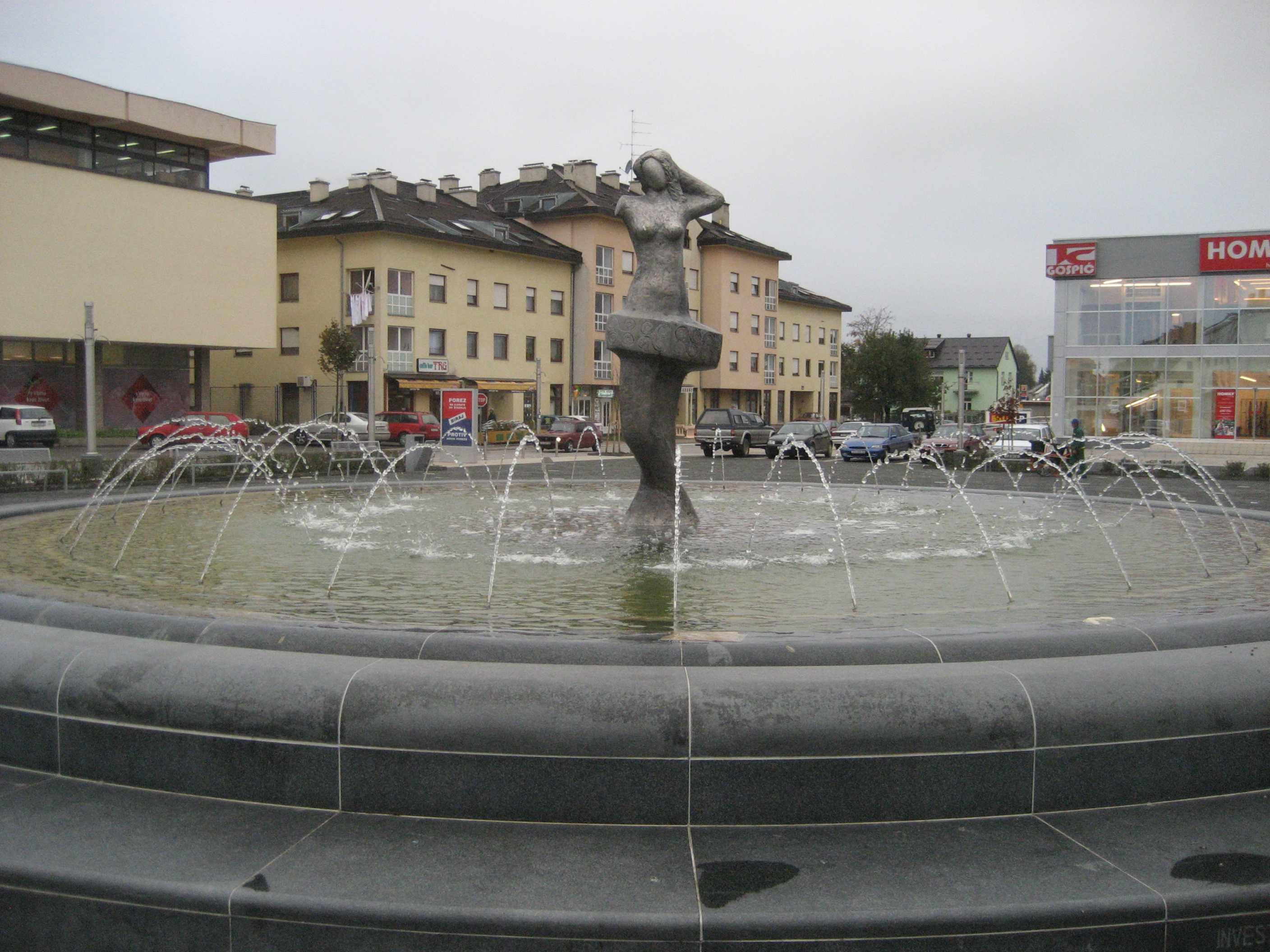
Fontanna na placu w mieście
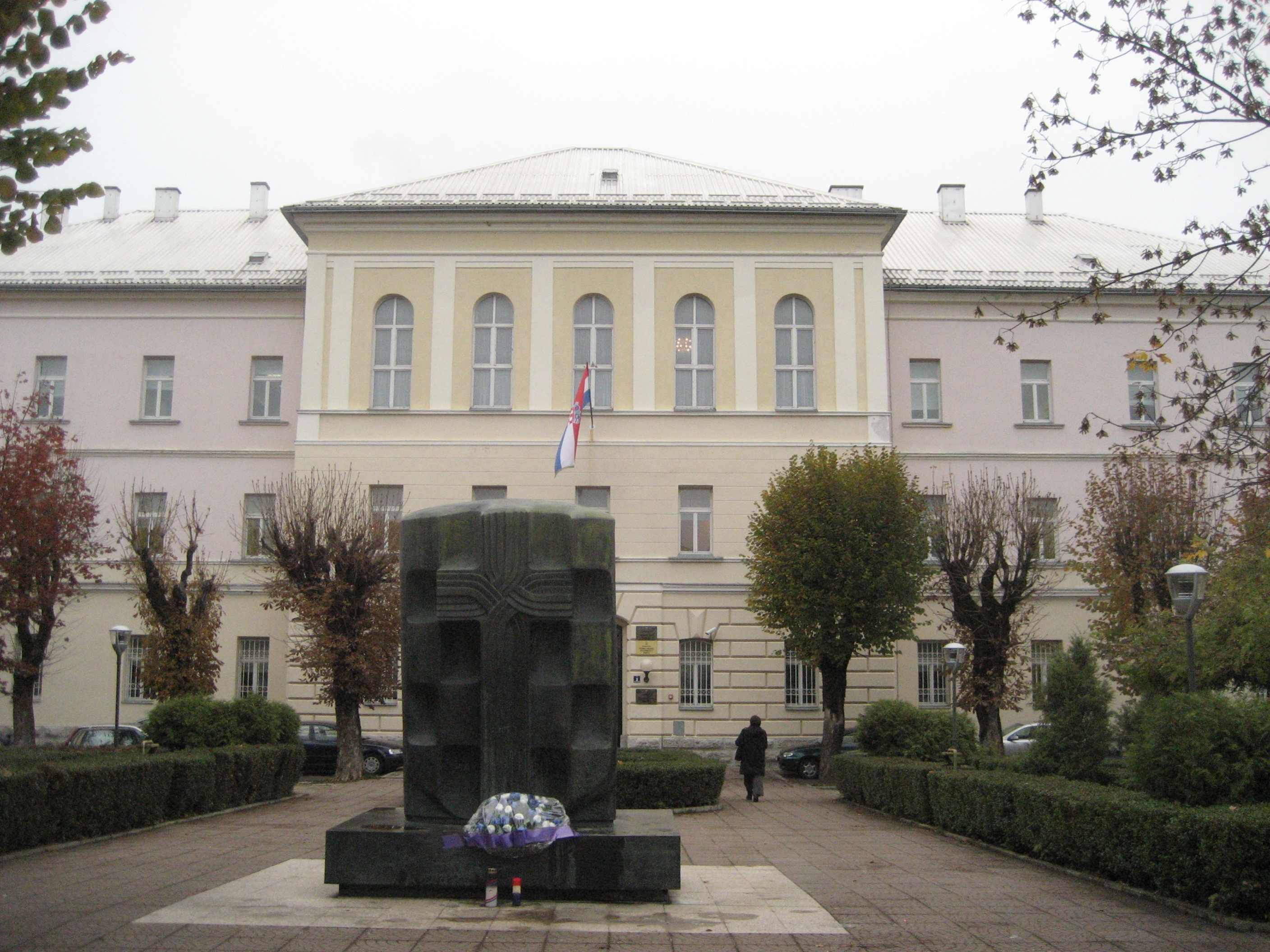
Pomnik obrońców miasta w czasie wojny 1991-1995.